# Vătași (okręg Teleorman)
Vătași – wieś w Rumunii, w okręgu Teleorman, w gminie Poeni. W 2011 roku liczyła 382 mieszkańców.